# 曙光岩小海鯽
曙光岩小海鲫，為輻鰭魚綱鱸形目隆頭魚亞目海鯽科的其中一種，分布於東太平洋區，從美國加州北部Tomales灣至墨西哥加利福尼亞灣中部海域，體長可達18公分，生活在岩石底質的淺海域，以藻類、無脊椎動物等為食，胎生。